# Stratopedarchēs
Lo stratopedarchēs (in greco στρατοπεδάρχης?, capo dell'accampamento) è un termine greco che designava un comandante militare di alto rango a partire dal I secolo, prima di divenire una funzione propria e un titolo onorifico nell'impero bizantino.

## Storia
Il termine apparve per la prima volta alla fine del I secolo nel vicino Oriente ellenistico. La sua origine non è chiara, ma è usato in alcune iscrizioni, come la traduzione dell'ufficio di praefectus castrorum nell'impero romano (capo dell'accampamento). In ogni caso, dal I secolo, è usato ampiamente come termine letterario riferendosi al generale e quindi come sinonimo del vecchio termine strategos. Così, nella Bibbia, è equivalente alla funzione di prefetto del pretorio, il capo del campo e della guarnigione della guardia pretoriana a Roma. Nel IV secolo, lo storico Eusebio di Cesarea, scrisse che lo stratopedarchēs era equivalente al dux romano.
Nel periodo meso-bizantino (IX-XII secolo, il termine stratopedon si riferiva all'esercito in campagna più che all'accampamento stesso. Infatti il termine stratopedarches è usato più per indicare il comandante in capo. Questa parola ha acquisito un significato tecnico nel 967 quando l'imperatore Niceforo II Foca nominò l'eunuco Pietro Foca come stratopedarches prima di inviarlo alla testa di un esercito in Cilicia. Il Taktikon dell'Escorial, scritto alcuni anni dopo, evidenziava l'esistenza di due stratopédarques, uno in Anatolia e l'altro nei Balcani. Questo parallelismo si trova anche nella esistenza di due domestikos tōn scholōn su entrambi i continenti. Questo ha portato Nicolaos Oikonomides a suggerire che la funzione di stratopedarches era stata creata per sostituire quella di domestikos tōn scholōn, inibita agli eunuchi. Durante l'IX e XII secolo, sembra non esistesse più. Infatti, la funzione di stratopedarches diventa uno dei titoli ufficiali dei comandanti dell'esercito bizantino, come evidenziato da diversi sigilli. 
Il titolo di megas stratopedarchēs o grande stratopedarchēs (grande capo dell'accampamento) venne istituito dall'imperatore Teodoro II Lascaris per il suo principale ministro e confidente Giorgio Muzalon. Il De officialibus palatii C.politani et de officiis magnae ecclesiae di Pseudo-Codino, alla metà del XIV secolo, situa la funzione di grande stratopedarchēs come settima in termini d'importanza nella gerarchia imperiale, tra quella di prōtostratōr e megas primikērios. Secondo Codino, il grande stratopedarchēs era incaricato dell'approvvigionamento dell'esercito ed aveva quattro stratopedarchēs a lui subordinati. Uno per i monokaballoi (in greco μονοκάβαλλοι), un'unità di cavalleria, uno per i tzangratores (in greco τζαγγράτορες) gli arcieri, uno per i tzakōnes (in greco τζάκωνες) una guardia palatina di fanteria di marina e uno per i mourtatoi che Codino presenta come una guardia palatina senza specificarne l'impiego. Tuttavia, in pratica, lo stratopedarches o grande stratopedarches sotto i Paleologi non erano molto di più di un titolo che non indicava necessariamente il servizio militare o un comando militare. L'ultimo megas stratopedarchēs dell'impero bizantino fu Demetrio Paleologo Metochite che era anche governatore di Costantinopoli e morì durante la caduta di Costantinopoli nel 1453.